# ファユ環礁
ファユ環礁（英語: Fayu Atoll）は太平洋北西部カロリン諸島の環礁。環礁はミクロネシア連邦のチューク州に属しているものの無人である。ノムウィン環礁の西36km程の位置にあり、チューク環礁から北に104km程の位置にある。
500km以上西に存在するヤップ州のウェスト・ファユ環礁（ピアガイロエ環礁、Piagailoe）と区別するために、イースト・ファユ環礁と呼ばれることもある。
環礁はおおよそ2.7km程の長さで幅は広い場所で1.4km程である。面積は2,5km2ほどであり、環礁は非常に浅い礁湖と珊瑚礁棚からなる。環礁内の中央部近くに2つの島があり合計の面積は40haほどである。
現在は無人であるものの、1860年ごろには50人程度の人口が存在したとされる。この環礁の淡水の存在はミクロネシアの伝説"The Sweet Waters of East Fayu"の主題となった。
地理的にはホール諸島ではないものの、行政としてはチューク州でありノムウィン環礁のノムウィン自治体に加えられている

## 註
1. ↑  “Fayu - Oceandots”. 2010年12月23日時点のオリジナルよりアーカイブ。2014年8月19日閲覧。
2. ↑  UNEP Islands Directory
3. ↑  Geographisches Jahrbuch, Hrsg. E. Behm, Gotha: Justus Perthes, 1866, Page 84 （ドイツ語）
4. ↑  Bo Flood et al. Micronesian Legends, Bess Press, ISBN 978-1-57306-129-2
5. ↑  Administration[リンク切れ]